# آسیاب گردنه جنجان
آسیاب گردنه جنجان مربوط به دوره قاجار است و در شهرستان ممسنی، بخش مرکزی، دهستان فهلیان، شمال غرب روستای گردنه جنجان واقع شده و این اثر در تاریخ ۳۰ بهمن ۱۳۸۶ با شمارهٔ ثبت ۲۰۷۷۳ به‌عنوان یکی از آثار ملی ایران به ثبت رسیده است.